# 1957 v loďstvech
Tento článek obsahuje významné události v oblasti loďstev v roce 1957.

## Lodě vstoupivší do služby
- 2. února –  Bellona (F 344) – korveta třídy Albatros

- 7. února –  HMS Russell (F97) – fregata Typu 14 Blackwood

- 27. února –  HMS Salisbury (F32) – fregata Typu 61 Salisbury

- 7. března –  Cigno (F555) – fregata třídy Canopo

- 14. března –  HMS Lynx (F27) – fregata Typu 41 Leopard

- 30. března –  USS Seawolf (SSN-575) – útočná ponorka

- 24. dubna –  HMS Puma (F34) – fregata Typu 41 Leopard

- 5. května –  Centauro (F554) – fregata třídy Canopo

- 10. května –  HMS Scarborough (F63) – fregata Typu 12 Whitby

- 14. července –  Castore (F533) – fregata třídy Canopo

- 10. srpna –  USS Ranger (CV-61) – letadlová loď třídy Forrestal

- 22. srpna –  HMS Blackwood (F78) – fregata Typu 14 Blackwood

- 12. prosince –  HMS Malcolm (F88) – fregata Typu 14 Blackwood

- 13. prosince –  HMS Palliser (F94) – fregata Typu 14 Blackwood

- 18. prosince –  HMS Tenby (F65) – fregata Typu 12 Whitby

- 20. prosince –  HMS Exmouth (F84) – fregata Typu 14 Blackwood

- 23. prosince –  USS Skate (SSN-578) – útočná ponorka stejnojmenné třídy